# گیتار الکتریک
گیتار الکتریک (به انگلیسی: Electric guitar) نوعی گیتار است که برخلاف گیتارهای آکوستیک، صدای آن به‌وسیلهٔ تقویت‌کننده‌ای الکترومغناطیسی بنام پیکاپ گرفته شده و پس از ارسال به تقویت‌کننده، تشدید می‌یابد. پیکاپ‌ها از نظر کارکرد الکتریکی به دو نوع فعال (Active) و منفعل (Passive) تقسیم می‌شوند. همچنین از نظر ساختار درونیِ سیم‌پیچ آنها، به سه نوع کلی هامباکر و سینگل کویل (تک‌سیم‌پیچ) و P90 تقسیم می‌شوند.
گیتار الکتریک در سبک‌های مختلفی از جمله راک، هارد راک، متال، بلوز، پاپ، جز و کانتری به‌طور گسترده‌ای استفاده می‌شود؛ اما در سبک راک، متال، بلوز و جز به عنوان سازی اصلی مورد استفاده قرار می‌گیرد. گیتارهای الکتریک در انواع گوناگونی ساخته می‌شوند. بدنهٔ این ساز برخلاف گیتارهای آکوستیک، معمولاً توپر است. به همین دلیل وزن این ساز از دیگر انواع گیتار بیشتر است. گرچه نوع توخالی (هالوبادی) و نیمه‌خالی (سمی‌هالو) آن نیز ساخته می‌شوند. این ساز از نظر تعداد سیم، نوع و تعداد پیکاپ، شکل بدنه، جنس چوب بکار رفته در ساخت، نوع بریج و … به گونه‌های بسیار متنوعی تقسیم می‌شود.

## پیشینه
استفاده این ساز در موسیقی از دهه ۱۹۳۰ آغاز شد. ایدهٔ پیدایش گیتارهای الکتریکی از آنجا آغاز شد که در هم‌نوازی‌ها، صدای گیتار آکوستیک در بین صدای سازهای دیگر مانند بیس و درامز و سازهای بادی گُم بود و به وضوح شنیده نمی‌شد. در نتیجه نوازندگان در صدد آن برآمدند تا صدای گیتار را تقویت کنند. برای این منظور از علم الکترونیک یاری جستند. اگرچه تلاش‌ها برای ایجاد یک ساز زهی پیکاپ‌دار به اواخر قرن نوزدهم برمی‌گردد، اولین گیتار الکتریک واقعی در اوایل دهه ۱۹۳۰ توسط جورج بوچمپ و با کمک آدولف ریکن‌بکر و برای شرکت Electro String Instrument اختراع شد.

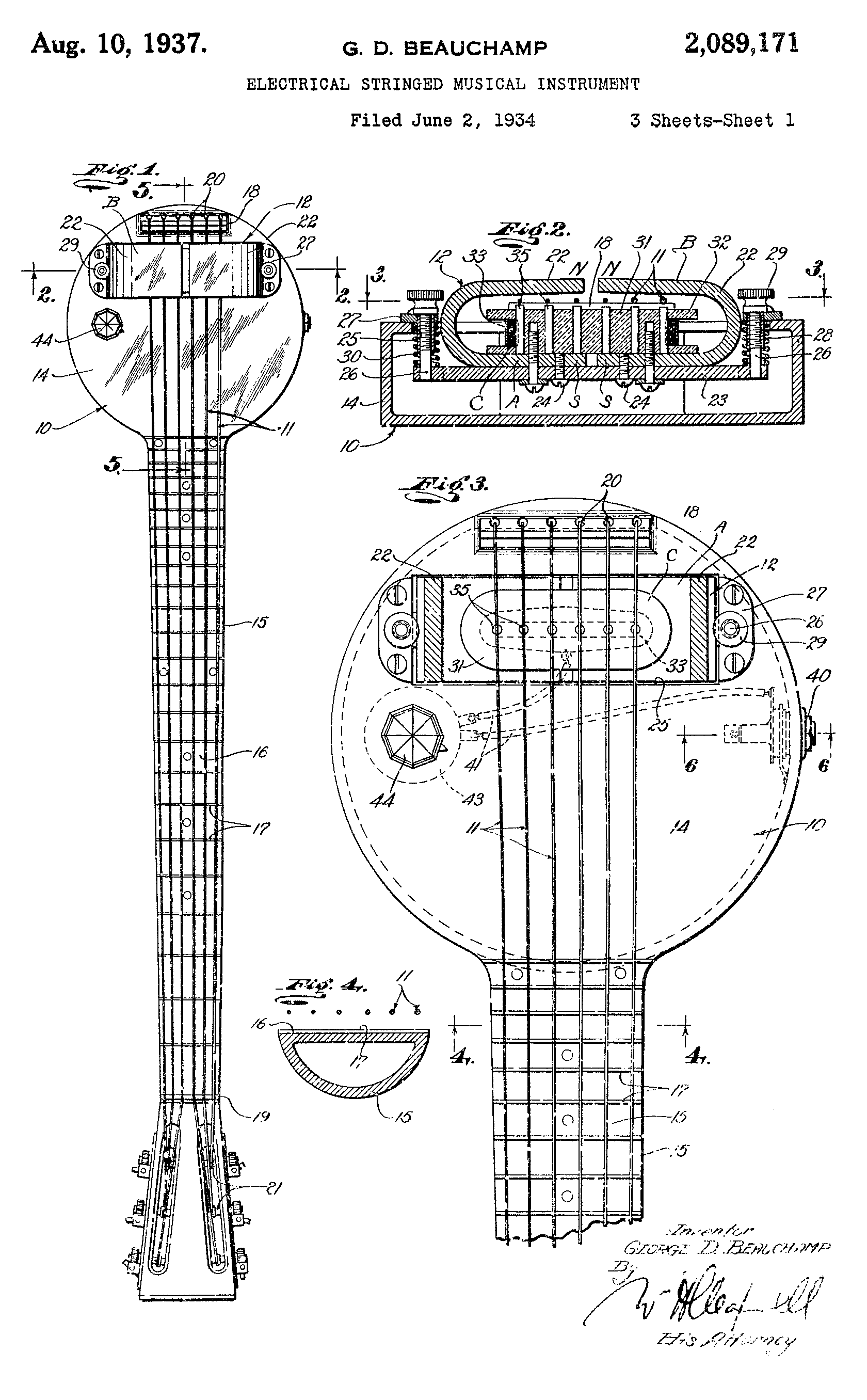
نقشه اولین گیتار الکتریک

ورود گیتار الکتریک به عرصه موسیقی موجب پدید آمدن انقلابی در این صنعت و به تبع آن تکنولوژی صدا شد. انقلابی که تا امروز نیز ادامه دارد. با پیدایش سبک راک اند رول در دهه ۵۰ میلادی، گیتارهای الکتریکی به سرعت در موسیقی جا باز کردند و به یکی از فراگیرترین و محبوب‌ترین سازهای تاریخ مبدل شدند. معمولاً در گروه‌های راک دو نوازنده گیتار الکتریک وجود دارد که یک نفر ملودی‌ها را می‌نوازد (گیتار لید) و دیگری ریتم‌ها را (گیتار ریتم).
در دهه‌های ۱۹۴۰ و ۱۹۵۰، همزمان با اینکه محبوبیت سبک بلوز کم‌کم از مناطق روستایی جنوب آمریکا فراتر می‌رفت و به سمت شهرهای شلوغ مرکزی و شمالی در حرکت بود، گیتار تقویت‌شده، گزینه مناسبی برای شنیده شدن صدای نوازندگان در بارها و کلوپ‌های شلوغ شهرهایی مثل شیکاگو بنظر می‌رسید. از این رو به مرور نوازندگان بزرگی مانند مادی واترز، المور جیمز و هاولین ولف به این ساز گرویدند و پس از چند سال گیتار الکتریک به ساز اصلی بلوز نیز بدل شد.

## طرز کار
پیکاپ در گیتار الکتریک یک سیم‌پیچ است که وقتی جریان الکتریکی در آن جاری باشد در اطرافش یک میدان مغناطیسی ایجاد می‌شود. وقتی نوازنده سیمی را به صدا درمی‌آورد، در آن سیم ارتعاش به وجود می‌آید. این ارتعاش میدان مغناطیسی پیکاپ را دچار اختلال می‌کند. این اختلال در پیکاپ به یک سیگنال الکتریکی تبدیل می‌شود. در واقع پیکاپ همانند یک میکروفون عمل می‌کند، با این تفاوت که چون یک سیستم الکترومغناطیسی است، فقط ارتعاشات سیم فلزی گیتار را دریافت می‌کند و با صدای محیط کاری ندارد. سپس سیگنال از طریق یک سیم به تقویت‌کننده صدای گیتار (آمپلی‌فایر) فرستاده می‌شود. کار اصلی آمپلی‌فایر این است که سیگنال دریافتی از گیتار را برای پخش از طریق بلندگو تقویت کند، ولی در بسیاری از مدل‌های آمپلی‌فایر، امکاناتی برای دستکاری بیشتر سیگنال قرار گرفته‌است. این تغییرات روی سیگنال، عمدتاً با هدف تولید صداهای گوناگون و متنوع انجام می‌گیرد.
در ابتدا گیتارهای الکتریک تنها یک پیکاپ داشتند، اما امروزه با دو یا سه (و گاهی بیشتر) پیکاپ ساخته می‌شوند. صدای سیم مرتعش، در نقاط مختلف ساز کمی متفاوت است. هر چه به انتهای سیم و به سمت بریج نزدیک‌تر شویم، صدای سیم اصطلاحاً تیزتر می‌شود. برای همین، در گیتارها معمولاً دو یا سه عدد پیکاپ در قسمت‌های مختلف زیر سیم‌ها نصب می‌شود تا بتوان به تمام این صداها دسترسی داشت و نوازنده بتواند از بین آنها انتخاب کند. این انتخاب از طریق سوویچی به نام پیکاپ سلکتور (انتخاب‌گر پیکاپ - Pickup Selector) انجام می‌شود.

## کوک
گیتار الکتریک را نیز مانند تمام دیگر انواع سازهای زهی می‌توان به گونه‌های مختلفی کوک کرد اما کوک رایج آن مشهور به کوک استاندارد (Standard Tuning)، به ترتیب از سیم اول تا ششم به صورت جدول زیر است: 
| سیم | فرکانس (هرتز) | نت     |
| ۱   | ۳۲۹٫۶۳        | E (می) |
| ۲   | ۲۴۶٫۹۴        | B (سی) |
| ۳   | ۱۹۶٫۰۰        | G (سل) |
| ۴   | ۱۴۶٫۸۳        | D (ر)  |
| ۵   | ۱۱۰٫۰۰        | A (لا) |
| ۶   | ۸۲٫۴۱         | E (می) |
| --- | ------------- | ------ |

متداول‌ترین کوک‌های رایج بعد از کوک استاندارد، کوک Drop D و کوک Half-Step Down (نیم‌پرده بم) هستند. کوک Drop D مانند کوک استاندارد است با این تفاوت که نت E (می) سیم ششم، یک پرده بم‌تر می‌شود و به نت D (ر) تبدیل می‌شود. این کوک در سبک‌های هارد راک و متال بسیار متداول است، زیرا نواختن Power Chordها را آسان‌تر می‌کند. 
در کوک Half-Step Down، تمام سیم‌ها نیم‌پرده بم‌تر می‌شوند. این کوک، هم گستره صوتی ساز را بیشتر می‌کند و هم به‌دلیل کم شدن تنش سیم‌ها، نوازندگی در برخی سبک‌ها را کمی ساده‌تر می‌سازد. 

## انواع

### از نظر بدنه
این ساز را از نظر بدنه می‌توان به سه دسته کلی تقسیم کرد: بدنه توپر، بدنه توخالی (معروف به نیمه‌آکوستیک) و بدنه نیمه‌خالی. گیتارهای الکتریک توپر متداول‌ترین نوع گیتار هستند. وزن آن‌ها از دیگر مدل‌ها بیشتر است زیرا بدنه آن‌ها از یک تکه چوب پُر ساخته می‌شود. در گیتارهای مدل توخالی صدای سیم ابتدا در بدنهٔ توخالی ساز تقویت می‌شود و سپس توسط پیکاپ دریافت و به آمپلی‌فایر فرستاده می‌شود. در نتیجه ماهیت صدای آنها با گیتارهای توپر اندکی متفاوت است. گیتارهای بدنه توخالی بیشتر توسط نوازندگان سبک جز و بلوز استفاده می‌شود. در صورتی که گیتار بدنه توپر عموماً در موسیقی راک و متال کاربرد دارد. گرچه هیچ محدودیتی برای انتخاب نوع گیتار برای نوازندگان وجود ندارد و در نهایت همه چیز به سلیقه او بازمی‌گردد.

### از نظر تعداد سیم‌ها
بیشتر گیتارهای الکتریک شش سیم دارند. مدل‌های هفت سیمه نیز نسبتاً متداول هستند. گیتارهای هشت سیم و بیشتر هم موجود هستند اما زیاد متداول نیستند.

## اجزا

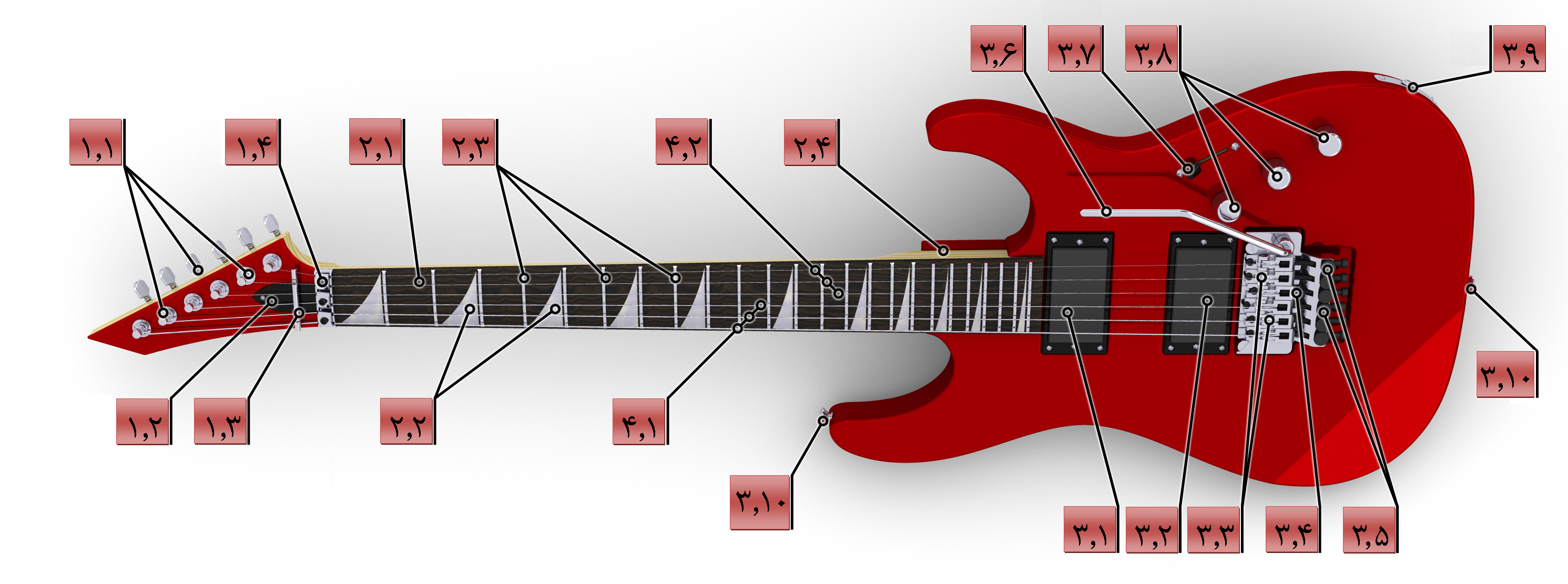
قسمت‌های مختلف گیتار الکتریک

### بخش ۱) سردسته گیتار (Headstock)
۱٫۱. پیچ‌های کوک (Tuning Pegs یا Machinehead)

۱٫۲. درپوش میلهٔ تنظیم‌کننده دسته (Truss rod)

۱٫۳. نگهدارنده سیم‌ها (مدل درون عکس از نوع Floyd Ross می‌باشد)

۱٫۴. نات (Nut) در سازهای گران از جنس استخوان ساخته می‌شوند و در سازهای معمولی از جنس پلاستیک

### بخش ۲) دسته
۲٫۱. صفحه انگشت‌گذاری (Fretboard - Finger Board)

۲٫۲. علامت‌هایی راهنمای روی فرت‌برد (برای آنکه نوازنده بتواند به سرعت بفهمد در کجای صفحه انگشت‌گذاری قرار دارد.)

۲٫۳. پرده‌ها

۲٫۴. مفصل اتصال دسته با بدنه (اکثر گیتارهای الکتریک به شکل دو تکه ساخته می‌شوند. یعنی بدنه و دسته جدا از هم هستند و توسط پیچ به هم وصل می‌شوند. به این نوع از گیتارها Bolt-on یا پیچ‌شده گفته می‌شود. اما برخی از گیتارها نیز یک‌تکه هستند که به Set-in Neck مشهورند و به‌دلیل فرایند ساخت پرهزینه‌تر معمولا گران‌تر هستند.)

### بخش ۳) بدنه
۳٫۱. پیکاپ سمت دسته (Neck Pickup)

۳٫۲. پیکاپ سمت بریج (Bridge Pickup)

۳٫۳. سدل (Saddle) - معادل خرک در سازهای ایرانی

۳٫۴. بریج

۳٫۵. کوک‌کننده پشتی و سیم گیر (مدل درون عکس از نوع Floyd Ross می‌باشد)

۳٫۶. دسته ویبراتو (Vibrator)، دسته ترمولو یا Wammy Bar

۳٫۷. کلید انتخاب پیکاپ (پیکاپ سلکتور Pickup Selector)

۳٫۸. پیچ‌های تنظیم‌کننده شدت صدا (Volume Knob) و تون (Tone Knob)

۳٫۹. خروجی با رابط تی‌اس (TS) - (جک مونو)

۳٫۱۰. میخ برای نصب تسمه بند (Strap) - (استرپ تسمه‌ای پارچه‌ای، برزنتی، چرمی و... است که به ساز وصل می‌شود تا به‌وسیلهٔ آن، ساز روی شانه نوازنده آویز شود و برای نوازندگی در حالت ایستاده استفاده می‌شود.

### بخش ۴) سیم‌ها (رشته‌ها)
۴٫۱. سه سیم بم

۴٫۲. پیچ تسمه (Strap Button)

## مشهورترین برندها
شرکت آمریکایی فندر مشهورترین سازنده گیتار الکتریک جهان است. گیتار مدل استرتوکستر ساخت این شرکت، محبوب‌ترین گیتار در تاریخ این ساز به‌شمار می‌رود. از دیگر تولیدکنندگان بزرگ گیتار الکتریک می‌توان موارد زیر اشاره کرد:
- گیبسون
- آیبنز
- پی.آر. اس گیتارز
- اپیفون
- شکتر
- یاماها
- گرچ
- ای.اس. پی
- شارول
- ارنی بال میوزیک‌من
- گودین گیتارز
- سِر (به انگلیسی: Suhr)
- ریکن‌بکر
- جکسون
- بی. سی ریچ

## مشهورترین مدل‌ها
برخی از مشهورترین مدل‌های تاریخ گیتار الکتریک به قرار زیر است:
- فندر استرتوکستر
- گیبسون لس‌پال
- فندر تله‌کستر
- فندر جگوار
- فندر جز مستر
- گیبسون اس.جی
- فرانکن استرت ای ون هیلن
- گیبسون فلایین وی
- آیبنز JEM
- گیبسون ES- 335
- لوسیل